# Seamless Branching
Seamless Branching (deutsch: nahtlose Abzweigung) ist ein Verfahren, das es ermöglicht, mehrere Schnittfassungen eines Films platzsparend auf einer DVD oder Blu-ray Disc zu präsentieren. Statt alle Versionen einzeln in vollständiger Länge auf der Disc zu speichern, befinden sich jeweils der allen diesen Versionen gemeinsame Hauptteil und die voneinander abweichenden Szenen nur einmal auf der Disc. Während der Wiedergabe rangiert das Abspielgerät unterbrechungsfrei innerhalb dieser „verzweigten“ Datenpfade und fügt sie „nahtlos“ zusammen zu der gewählten Schnittfassung (daher der Name).
DVDs mit Seamless Branching sind eher selten, da die Umsetzung technisch anspruchsvoll ist und besonders kosten- und zeitintensiv sein kann. Die DVD Terminator 2 Ultimate Edition beispielsweise sollte in Deutschland ursprünglich wie ihre amerikanische Vorlage auch mit Seamless Branching gemastert werden. Weil die dafür spezialisierte Firma jedoch auf längere Zeit ausgebucht war und es somit zu erheblichen Verzögerungen bei der Veröffentlichung der DVD gekommen wäre, entschloss man sich, auf Seamless Branching zu verzichten. Dies hat den Nachteil, dass man nur die erweiterte Langfassung ansehen kann und nicht wahlweise auch die Kinofassung ohne die zusätzlichen Szenen.
Weitere Beispiele sind Star Wars, die Alien-Tetralogie und einige Disney- und Pixar-Titel auf DVD. Dank Seamless Branching bekommt der Zuschauer den zur gewählten Sprachfassung dazugehörigen Vorspann und/oder Abspann bzw. auch auf die jeweilige Sprachfassung abgestimmte Szenen, die feste Texteinblendungen enthalten, zu sehen.
Das Seamless Branching wird vermehrt bei Blu-ray Discs angewandt.